# François Pesenti
Pour les articles homonymes, voir Pesenti.
 (juin 2018).
François Pesenti né le 31 décembre 1969 à Nîmes, est un journaliste et dirigeant de médias français. Il est le directeur du service des sports de la radio RMC de 2001 à 2019, directeur général de l'agence RMC Sport de 2008 à 2019 et du bouquet de chaînes SFR Sport puis RMC Sport de 2016 à 2019. En février 2019, il quitte le groupe après dix-huit ans de collaboration.

## Biographie

### Journaliste à RTL
Diplôme de l'Institut de journalisme de Bordeaux en 1989, après s'être essayé pendant ses années-lycées à la radio locale (Radio Nemo à Nîmes). En 1989, il commence sa carrière à RTL en tant que rédacteur-reporter. Jusqu'en 1996, il alterne les reportages au service des informations générales et la présentation de journaux sous la direction d'Olivier Mazerolle. Il présente notamment les journaux des matinales du week-end.
Il collabore régulièrement aux sports, notamment sur le rugby, sa passion. Il intègre le service des sports de RTL dirigé par Guy Kédia en 1996 et y couvrira le football, le rugby, le tennis, le basket et l'athlétisme, ainsi que la plupart des grands événements majeurs durant 5 ans (commentateur du Tour sur la moto RTL, Roland Garros, JO, suivi de l'épopée des Bleus de 1997 à 2001, Coupe Davis, Coupe du monde de rugby, etc.).
Jusqu'en 2001, il fait partie de l'équipe de RTL à la présentation de Mégafoot, le multiplex football, d'abord animé par Guy Kédia, puis par Christian Ollivier ; il présente également les journaux sport de RTL.

### Dirigeant et animateur au sein du groupe NextRadioTV

#### Postes dirigeants
En mai 2001, François Pesenti rejoint le groupe NextRadioTV, peu de temps après le rachat de RMC par Alain Weill. Directeur des sports, il met en place l'antenne sport, où il applique le concept de Talk, basé sur des débats consacrés à cette thématique, ainsi que la couverture intégrale des grands événements (Tour de France, Championnat du monde de Formule 1, Coupe du monde de football, Jeux olympiques d'été et d'hiver). Il contribue aussi à installer de nouveaux programmes : Larqué Foot avec Jean-Michel Larqué, Luis attaque avec Luis Fernandez, le Tony Parker Show avec Tony Parker, Coach Courbis avec Rolland Courbis, l'After Foot avec Gilbert Brisbois et Daniel Riolo, Direct Laporte avec Bernard Laporte, le Super Moscato Show avec Vincent Moscato ou encore Team Duga avec Christophe Dugarry,.
En août 2004, il est nommé directeur de la rédaction de la station, tout en continuant à diriger les programmes sport, désormais de 16h à minuit et dès 10h le week-end.
En septembre 2008, il devient directeur général de l'agence RMC Sport qui continue de produire la grille sport de RMC et ses 68 heures de programmes hebdomadaires, ainsi désormais que la couverture sport de la chaîne BFM TV et du quotidien La Tribune, et le contenu sport des sites internet du groupe.
À partir de juin 2016, il est directeur général de RMC Sport (anciennement SFR Sport), qui regroupe l'ensemble des activités consacrées aux sports d'Altice France : RMC Sport News (ex-BFM Sport), RMC Sport 1, RMC Sport 2, RMC Sport 3, RMC Sport 4 et RMC Sport 1 UHD.
En février 2019, il décide de quitter le groupe Altice. Il est dans un premier temps annoncé par L'Équipe chez Mediapro, le média espagnol qui a obtenu les droits de la Ligue 1 pour la période 2020-2024 et qui va lancer une chaîne française. François Pesenti a « fermement démenti des informations non vérifiées » et évoque un départ pour « raisons personnelles ».

#### Animation
- 2002-2004 : RMC Sport (du lundi au jeudi de 18h à 21h puis de 19h à 20h30)
- 2003-2004 : Luis attaque (du lundi au jeudi de 18h à 19h)
- 2005-2007 : Viril mais correct (le vendredi de 20h à 21h puis le lundi de 20h à 22h)
- 2006-2007 : Direct Laporte (le vendredi de 18h à 19h30)

### Activités télévisuelles
En 2005, François Pesenti participe sur InfoSport à la rubrique le match d'Infosport avec d'autres confrères Jacques Vendroux, Claude Askolovitch, Thierry Bretagne et Sylvain Attal.
Lors de la coupe du monde de rugby 2007, il présente quotidiennement Rugby 2007 un talk-show en simultané sur RMC et Eurosport.

### Dirigeant sportif
Proposé en tant que personnalité qualifiée pour intégrer l'assemblée générale et le comité directeur de la Ligue nationale de rugby en mars 2021, il n'est pas élu.
En décembre 2021, il devient conseiller du président du Rugby club toulonnais Bernard Lemaître, puis, en avril 2022, il devient directeur exécutif du club. En fin de contrat, il quitte le club le 30 juin 2024.